# Đại số đa tuyến tính
Đại số đa tuyến tính là một ngành con của Toán học mà mở rộng phương pháp của Đại số tuyến tính.Trong khi đại số tuyến tính được xây dựng trên khái niệm về một véctơ và phát triển lí thuyết của không gian véc tơ, đại số đa tuyến tính được xây dựng trên khái niệm về đa véctơ với Đại số Grassman.